# Hvidovre Stars 2010
Questa voce raccoglie le informazioni riguardanti gli Hvidovre Stars nelle competizioni ufficiali della stagione 2010.

## Nationalligaen 2010

### Stagione regolare
| 18 aprile 2010 1ª giornata | Triangle Razorbacks | 42 – 6 | Hvidovre Stars |  |

| 25 aprile 2010 2ª giornata | Hvidovre Stars | 34 – 10 | Herlev Rebels |  |

| 2 maggio 2010 3ª giornata | Kronborg Knights | 6 – 45 | Hvidovre Stars |  |

| 8 maggio 2010 4ª giornata | Copenhagen Towers | 0 – 23 | Hvidovre Stars |  |

| 23 maggio 2010 6ª giornata | Hvidovre Stars | 10 – 21 | Søllerød Gold Diggers |  |

| 5 giugno 2010 8ª giornata | AaB 89ers | 12 – 24 | Hvidovre Stars |  |

| 20 giugno 2010 10ª giornata | Hvidovre Stars | 56 – 13 | Kronborg Knights |  |

| 14 agosto 2010 13ª giornata | Hvidovre Stars | 29 – 37 | Triangle Razorbacks |  |

| 22 agosto 2010 14ª giornata | Slagelse Wolfpack | 2 – 49 | Hvidovre Stars |  |

| 28 agosto 2010 15ª giornata | Hvidovre Stars | 52 – 8 | AaB 89ers |  |

### Semifinale
| 19 settembre 2010 Semifinale | Søllerød Gold Diggers | 27 – 10 | Hvidovre Stars |  |

## Statistiche di squadra
| Competizione      | %Vittorie | In casa | In casa | In casa | In casa | In casa | In casa | In trasferta | In trasferta | In trasferta | In trasferta | In trasferta | In trasferta | Totale | Totale | Totale | Totale | Totale | Totale |
| Competizione      | %Vittorie | G       | V       | N       | P       | Pf      | Ps      | G            | V            | N            | P            | Pf           | Ps           | G      | V      | N      | P      | Pf     | Ps     |
| ----------------- | --------- | ------- | ------- | ------- | ------- | ------- | ------- | ------------ | ------------ | ------------ | ------------ | ------------ | ------------ | ------ | ------ | ------ | ------ | ------ | ------ |
| Stagione regolare | .700      | 5       | 3       | 0       | 2       | 181     | 89      | 5            | 4            | 0            | 1            | 147          | 62           | 10     | 7      | 0      | 3      | 328    | 151    |
| Playoff           | .000      | 0       | 0       | 0       | 0       | 0       | 0       | 1            | 0            | 0            | 1            | 10           | 27           | 1      | 0      | 0      | 1      | 10     | 27     |
| Totale            | .636      | 5       | 3       | 0       | 2       | 181     | 89      | 6            | 4            | 0            | 2            | 157          | 89           | 11     | 7      | 0      | 4      | 338    | 178    |